# NGC 5504C
NGC 5504C (другие обозначения — UGC 9086, MCG 3-36-82, ZWG 103.115, KUG 1409+161B, PGC 50713) — спиральная галактика (Sd) в созвездии Волопас.
Этот объект не входит в число перечисленных в оригинальной редакции «Нового общего каталога» и был добавлен позднее.